# Habia
Habia is een geslacht van zangvogels uit de familie van de kardinaalachtigen (Cardinalidae). De wetenschappelijke naam van het geslacht is voor het eerst geldig gepubliceerd in 1840 door Blyth.

## Soorten
Bij een taxonomische herziening in 2024 zijn vier soorten verplaatst naar het geslacht Driophlox en is Habia een monotypisch geslacht geworden:

- Habia rubica – Rode miertangare